# Henri Héraut
Henri Héraut, né le 18 avril 1894 à Marseille et mort en 1981, est un peintre, critique d'art et médailleur arméno-français.

## Biographie
Henri Héraut naît le 18 avril 1894 à Marseille.
Peintre, critique d'art, médailleur et auteur dramatique, il expose d'abord dans sa ville natale au Salon de Provence. En 1932 il arrive à Paris où il se fixe définitivement et l'année d'après a lieu sa première exposition particulière.
Il expose une série de tableaux de personnages à tête d'animaux intitulée Ménagerie humaine, présentée par Waldemar George, André Lhote et Jean Cassou à Paris en 1933. Il devient plus connu en 1935, lorsqu'il organise le groupe Forces nouvelles, qui comprend alors Humblot, Henri Jannot, Jean Lasne, Georges Rohner et Pierre Tal-Coat.
Critique d'art, il apporte notamment sa contribution régulière, de 1971 à 1974, au mensuel Matulu avec la chronique polémique "Les 4 vérités".
Henri Héraut meurt en 1981.